# IV Kielecki Batalion Etapowy
IV Kielecki batalion etapowy – oddział wojsk wartowniczych i etapowych w okresie II Rzeczypospolitej pełniący między innymi służbę ochronną na granicy polsko-sowieckiej.

## Formowanie i zmiany organizacyjne
Formowanie batalionu rozpoczęto na przełomie 1918–1919. Otrzymał on numer i nazwę Okręgu Generalnego „Kielce”, w którym powstał i kolejny numer porządkowy oznaczany cyfrą rzymską (Baon Etapowy 3.IV. Kielce).
Do batalionu wcielono żołnierzy starszych wiekiem i o słabszej kondycji fizycznej. Oficerowie i podoficerowie nie mieli większego doświadczenia bojowego. Batalion nie posiadał broni ciężkiej, a broń indywidualną żołnierzy stanowiły stare karabiny różnych wzorów z niewielką ilością amunicji.
We wrześniu 1919 dowództwo batalionu stacjonowało w Wilnie.
W lipcu 1920 batalion pełnił służbę garnizonową w Białymstoku. Po jego opuszczeniu, będąc w podporządkowaniu 10 Dywizji Piechoty gen. Lucjana Żeligowskiego, walczył przez kilka dni w obronie linii Narwi i poniósł duże straty. 29 lipca liczył w stanie bojowym 2 oficerów i 200 podoficerów i szeregowców. Posiadał 1 ckm.
W październiku 1920 zreorganizowano brygady etapowe 4 Armii. Batalion wszedł w podporządkowanie dowódcy IVb Brygady Etapowej.
W lutym 1921 bataliony etapowe przejęły ochronę granicy polsko-rosyjskiej. Początkowo pełniły ją na linii kordonowej, a w maju zostały przesunięte bezpośrednio na linię graniczną z zadaniem zamknięcia wszystkich dróg, przejść i mostów.
W 1921 bataliony etapowe ochraniające granicę przekształcono w bataliony celne.

## Służba etapowa
7 stycznia 1921 dowództwo batalionu przedyslokowane zostało do Nowogródka. 1 i 2 kompanię ulokowało w Nowogródku, 3 ke w Nowojelni, a 4 ke w Walówce. Zadaniem batalionu było ochraniać linię kolejową Baranowicze – Sielec. W tym też dniu czasowo przydzielona do batalionu kompania I Kieleckiego be odeszła do Baranowicz. Tam zluzowała posterunki IV kieleckiego be na linii kolejowej Baranowicze – Stołpce.
W lutym 1921 2 kompania etapowa ochraniała linię kolejową Baranowicze – Stołpce do Kołosowa. Dowództwo tej kompanii miało być przeniesione do Stołpców. Linie kolejową Baranowicze – Sielec ochraniała 1 kompania, a linie kolejową Nowojelnia – Nowogródek 3 kompania etapowa z dowództwem w Klecku.
14 marca 1921 batalion otrzymał zadanie przegrupować się w pełnym składzie do Iwieńca do dyspozycji tamtejszej stacji kontrolnej.

## Żołnierze batalionu
Dowódcy batalionu
- mjr piech. Antoni I Biskupski (od 30 III 1920[12], był 28 XII 1920[13])
- mjr piech. Józef Sorokowski (był 23 IV 1921[14][15])

Oficerowie batalionu
- ppor. piech. Stanisław Culic

## Struktura organizacyjna
| Organizacja batalionu 23 kwietnia 1921 | Organizacja batalionu 23 kwietnia 1921 | Organizacja batalionu 23 kwietnia 1921 |
| pododdział                             | miejsce stacjonowania                  | dowódca                                |
| -------------------------------------- | -------------------------------------- | -------------------------------------- |
| dowództwo batalionu                    | Iwieniec                               | mjr Józef Sorokowski                   |
| 1 kompania etapowa                     | Iwieniec                               | ppor. piech. Władysław Gajewski        |
| 2 kompania etapowa                     | Iwieniec                               | sierż. Wietrzyński                     |
| 3 kompania etapowa                     | Rubieżewicze                           | ppor. piech. Jan Rapcewicz             |
| 4 kompania etapowa                     | Dudki                                  | chor. Stefański                        |